# Канталупо-нель-Санніо
Канталупо-нель-Санніо (італ. Cantalupo nel Sannio) — муніципалітет в Італії, у регіоні Молізе, провінція Ізернія.
Канталупо-нель-Санніо розташоване на відстані близько 165 км на схід від Рима, 23 км на захід від Кампобассо, 17 км на південний схід від Ізернії.
Населення — 756 осіб (2014).

## Демографія
Населення за роками:

Станом на 1 січня 2023 року в муніципалітеті офіційно проживало 37 іноземців з 14 країн, серед них 11 громадян країн Євросоюзу.

## Сусідні муніципалітети
- Макк'ягодена
- Роккамандольфі
- Сан-Массімо
- Санта-Марія-дель-Молізе